# Terroranschlag in Sierra Leone am 8. November 1998
Der Terroranschlag in Sierra Leone am 8. November 1998 war der, was den Verlust von Menschenleben angeht, verheerendste Terroranschlag in der Geschichte des westafrikanischen Sierra Leone.
Das Massaker an Zivilisten wurde im Rahmen des Bürgerkrieges in Sierra Leone im Distrikt Bombali – vermutlich durch die Revolutionary United Front (RUF) – verübt. Dem Angriff mit Schusswaffen auf das Dorf Gbendembu sollen mindestens 100 Personen zum Opfer gefallen sein.